# L'Ange du Mossad
Pour plus de détails, voir Fiche technique et Distribution.
L'Ange du Mossad (The Angel) est un film israélien réalisé par Ariel Vromen, sorti en 2018.

## Synopsis
L'histoire vraie d'Ashraf Marwan, gendre du président Nasser, conseiller du président Anouar el-Sadate et espion pour le compte d'Israël.

## Fiche technique
- Titre : L'Ange du Mossad
- Titre original : The Angel
- Réalisation : Ariel Vromen
- Scénario : David Arata d'après le roman The Angel: The Egyptian Spy Who Saved Israel d'Uri Bar-Joseph
- Musique : Pınar Toprak
- Photographie : Terry Stacey
- Montage : Danny Rafic
- Production : Simon Istolainen, Zafrir Kochanovsky et Antoine Stioui
- Société de production : Sumatra Films et TTV Productions
- Pays :  Israël et  États-Unis
- Genre : Biopic, drame, thriller et espionnage
- Durée : 114 minutes
- Dates de sortie : 
  - Netflix : 14 septembre 2018

## Distribution
- Toby Kebbell : Danny Ben Aroya
- Marwan Kenzari : Ashraf Marwan
- Hannah Ware : Diana Ellis
- Maisa Abd Elhadi : Mona Marwan
- Waleed Zuaiter : Gamal Abdel Nasser
- Ori Pfeffer : Zvi Zamir
- Sasson Gabai : Anouar el-Sadate
- Oliver Trevena : Mario
- Tsahi Halevi : Mouammar Kadhafi
- Mali Levi : Natalie Ben Aroya
- Miki Leon : Judah Hornstein
- Slimane Dazi : Sami Sharaf
- Guy Adler : Gideon Vromen
- Sapir Azulay : Souad

## Controverse
En Égypte, Ashraf Marwan est considéré comme un agent double qui a servi la nation et le film, qui est une production israélienne, a pu être perçu comme une provocation.